# Alfred Ely Beach
Alfred Ely Beach (1er septembre 1826 – 1er janvier 1896) était un inventeur, éditeur et avocat en propriété industrielle américain. Son invention la plus connue est le Beach Pneumatic Transit qui fut l'un des premiers métros propulsés par tube pneumatique et qui servit de modèle à la construction du métro de New York.

## Biographie
Originaire de la ville de Springfield dans le Massachusetts, son invention la plus connue  est le Beach Pneumatic Transit qui fut l'un des premiers métros propulsés par tube pneumatique et qui servit de modèle à la construction du métro de New York. L'utilisation d'une technologie pneumatique constituait une innovation majeure par rapport au métro de Londres qui lui servit de modèle, mais qui fonctionnait grâce à des moteurs à vapeur conventionnels.